# Ommata nais
Ommata nais là một loài bọ cánh cứng trong họ Cerambycidae.